# Красноярский академический симфонический оркестр
Красноярский академический симфонический оркестр — симфонический оркестр Красноярска, один из ведущих музыкальных коллективов России.
Художественный руководитель и главный дирижёр — Владимир Ланде. Дирижёр —  Михаил Мосенков.

## История
Основан в 1976 году. Открытие первого творческого сезона Красноярского симфонического оркестра состоялось 4 апреля 1977 года. Первый концерт прошёл под управлением дирижёра Владимира Свойского.
С 1978 года в течение более чем двадцати лет оркестром руководил дирижёр, народный артист России Иван Всеволодович Шпиллер, последний ученик Александра Гаука. Очередным дирижёром служил Вячеслав Блинов, в 1988 году приглашённый на должность главного дирижёра Днепропетровского симфонического оркестра.
На одну сцену с Красноярским академическим симфоническим оркестром выходили выдающиеся музыканты Святослав Рихтер, Татьяна Николаева, Игорь Ойстрах, Виктор Третьяков, Дмитрий Башкиров, Гинтарас Ринкявичус, Лев Власенко, Рудольф Керер, Лазарь Берман, Михаил Плетнёв, Марина Мдивани, Андрей Гаврилов, Владислав Чернушенко, Марина Яшвили, Лиана Исакадзе, Дмитрий Поляков, Николай Петров,  Виктор Пикайзен, Наталья Шаховская, Игорь Гаврыш, Наталья Трулль,   Денис Мацуев, Вадим Репин, Николай Луганский, Александр Гиндин, Денис Шаповалов,  Александр Князев, вокалисты Хибла Герзмава, Анджела Георгиу, Сергей Лейферкус,  Дмитрий Хворостовский и многие другие.
Звания заслуженных артистов Российской Федерации были удостоены В.И. Бабич, С.Н. Волощук,  В.Г. Ефремов (концертмейстер оркестра), Ю.В. Зайчук, В.Л. Зейферт (скрипка), Л.А. Колеснев (концертмейстер фаготов), Т.М. Лисенкова (концертмейстер виолончелей), А. Михеев (концертмейстер кларнетов), Т.Н. Савельева (концертмейстер гобоев), И.Я. Флейшер (концертмейстер альтов).
За время существования оркестр выступал на лучших концертных площадках страны (Москва, Санкт-Петербург) и за рубежом (Нидерланды, Швейцария, Югославия, Эстония, Южная Корея, Чили, Уругвай, Аргентина, Перу).
Приказом министерства культуры  Российской Федерации в 1993 году оркестру было присвоено звание «академический».
В 2009 году Красноярский академический симфонический оркестр получил статус особо ценного объекта культурного наследия Красноярского края.
В 2003 году не стало маэстро Ивана Всеволодовича Шпиллера.
С 2004 по 2014 год оркестром руководил Марк Кадин.
В 2015 году Красноярский академический симфонический оркестр возглавил Владимир Ланде, воспитанник выдающегося педагога Густава Майера.
С  2019 года дирижёр оркестра —  Михаил Мосенков, до этого служивший дирижером государственного симфонического оркестра Республики Татарстан.

## Главные дирижёры
- Владимир Свойский (1977—1978)
- Иван Шпиллер (1978—2003)
- Марк Кадин (2004—2014)
- Владимир Ланде (с 2015)

## Зарубежные гастрольные поездки
- 1991 г. — Югославия
- 1993 г. — Швейцария
- 1995 г. — Югославия
- 1998 г. — Нидерланды
- 2001 г. — Эстония
- 2013 г. — Республика Корея
- 2014 г. — Республика Корея
- 2016 г. — Уругвай
- 2016 г. — Чили
- 2016 г. — Аргентина
- 2016 г. — Перу